# Альберт Гудмундссон (футболіст, 1923)
Альберт Сігурдур Гудмундссон (ісл. Albert Sigurður Guðmundsson; 5 жовтня 1923, Рейк'явік, Ісландія — 7 квітня 1994) — ісландський футболіст, нападник.

## Спортивна кар'єра
Альберт розпочав свою кар'єру у молодіжному складі клубу «Валюр». У 1944 році виїжджає до Шотландії для вивчення бізнесу в Коледжі Скеррі, який знаходиться в Глазго, у цьому ж місті розпочав свою професіональну кар'єру, виступаючи за місцевий «Рейнджерс». У 1945 році переходить у лондонський «Арсенал», зіграв декілька товариських матчів та 2 поєдинку чемпіонату у жовтні 1946 року. Став другим гравцем-небританцем, який виступав за «Арсенал», після нідерландця Герріта Кейзера. У товариському матчі проти паризького «Расінгу» Гудмундссон сподобався французькій команді, яка хотіла укласти з ним контракт. Альберт не зміг отримати дозвіл на роботу в Англії, тому йому довелося шукати роботу в іншому місці. Він переїжджає до Франції, але виступати не за «Расінг», а за «Нансі», у перший же сезон став найкращим бомбардиром, а також відзначився двома голами у Кубку Франції. У 1948 році Гудмундссон переходить у «Мілан», але зіграв лише 14 матчів, оскільки зламав коліно у грі з «Лаціо». Травма могла поставити хрест на кар'єрі футболіста, але на Апеннінах знайшовся лікар, готовий провести важку операцію. Проте лікар цей працював у споконвічному супернику «Мілана», «Інтері», а тому керівництво «Мілана» відмовило у проведенні операції. Гудмундссону довелося викупити свій контракт у «Мілана» та лягти на операцію, яка пройшла вдало. Після відновлення повертається до Франції та грає там до 1954 року, потім повертається до Ісландії, де дограє останній сезон, перш ніж повісити бутси на цвях.
У 1967 році нагороджується Срібним значком Футбольної асоціації Ісландії, а наступного року його обирають на пост президента вище вказаної асоціації, яку обіймає до 1973 року. Після президентства його нагороджують Золотим значком асоціації.

## Політична кар'єра
Після закінчення кар'єри футболіста почав кар'єру бізнесмена як оптовий продавець французького жіночого одягу. Його справа стала популярною, і він розширив справу, продаючи різні види товарів, привезені, переважно, із Франції. Він приєднується до Партії незалежності і в 1970 році обирається членом ради Рейк'явіка, обіймає цю посаду до 1986 року.
У 1974 році після звільнення з посади президента Футбольної Асоціації Ісландії балотується й обирається в Альтинг від Рейк'явіка. Балотувався в президенти на виборах 1980 року, але посів лише третє місце і програв Віґдіс Фіннбоґадоуттір. 1983 року стає міністром фінансів, а 1985 — міністром промисловості, пост, який обіймає до 1987 року, коли податковий скандал змусив його подати у відставку. Відчуваючи відсутність підтримки від керівництва Партії незалежності, за декілька тижнів до загальних виборів створює свою партію Громадянська партія і займає посаду її голови до 1989 року. Партія була правоцентристською й отримала 10,9% голосів на виборах 1987 року, делегувавши таким чином 7 осіб до парламенту, включаючи сина Альберта Гудмундссона, Інгі-Бьорна Альбертссона, який також грав нападником у збірній Ісландії у 70-х роках. Колишня партія Гудмундссона, Партія незалежності, отримала 27,2% голосів, що стало найгіршим результатом у її історії.
З 1962 по 1989 рік працює генеральним консулом Франції в Ісландії. 1989 року призначений постійним послом у Франції, де працював до 1993 року.
Помер 7 квітня 1994 року. Його внучка вийшла заміж за футболіста Гвюдмюндюра Бенедиктссона.